# Jan Wilczek (pisarz)
Jan Wilczek (ur. 19 listopada 1916 w Poroninie, zm. 1 lutego 1987 w Warszawie) – polski działacz partyjny i państwowy, pisarz i scenarzysta, podsekretarz stanu w Ministerstwie Kultury i Sztuki (1952–1956).

## Życiorys
Syn farmaceuty Antoniego i Karoliny z Kochów. Po zdaniu matury w III Gimnazjum im. Jana Sobieskiego w Krakowie od 1934 do 1937 studiował farmację na Uniwersytecie Jagiellońskim, zaliczając trzy lata studiów. W okresie okupacji zatrudniony w polsko-szwajcarskiej Fabryce Czekolady „Suchard” w Krakowie, gdzie przeszedł stanowiska od robotnika do urzędnika. W 1945 uruchomił tę fabrykę jako dyrektor. 
W okresie II wojny światowej działał w konspiracyjnej Polskiej Partii Socjalistycznej. Od 1945 członek Polskiej Partii Socjalistycznej (lubelskiej), następnie od 1948 w Polskiej Zjednoczonej Partii Robotniczej. Następnie pod koniec 1945 przeniesiony do Warszawy, gdzie był kolejno dyrektorem Państwowego Zjednoczenia Przemysłu Ziemniaczanego i szefem biura ekonomicznego w Centralnym Zarządzie Przemysłu Spożywczego. W 1947 inspektor produkcji w Wydziale Organizacyjnym Spółdzielni „Społem”. Pomiędzy styczniem 1948 a lutym 1949 wicedyrektor gabinetu ministra żeglugi. Od marca 1949 zatrudniony w Ministerstwie Kultury i Sztuki jako wicedyrektor departamentu i dyrektor generalny. Pełnił funkcję podsekretarza stanu w tym resorcie (grudzień 1952–sierpień 1956). Od 1957 do 1965 kierownik działu literatury i dramatu w Telewizji Polskiej, później konsultant i autor scenariuszy Teatru Telewizji. Był wicedyrektorem Wydawnictwa Handlu Zagranicznego (1961–1967) oraz dyrektora generalnego biura Zarządu Głównego Stowarzyszenia Filmowców Polskich. W 1976 przeszedł na emeryturę.
Członek Związku Literatów Polskich (1951) i Polskiego PEN Clubu (1955). W 1937 debiutował nowelą „Brat”, ogłoszoną w dzienniku „Tempo Dnia”. Autor kilku książek, m.in. Nr 16 – produkuje (produkcyjniak przetłumaczony na kilka języków obcych), Banda i Lampa Aladyna. Ponadto był twórcą scenariuszy teatralnych, adaptacji telewizyjnych i teatralnych, opracowań tekstu.

## Życie prywatne
Był trzykrotnie żonaty z: Heleną Laskowską, aktorką Barbarą Marszel i Danutą Gajewską primo voto Ledwoń.

## Odznaczenia
Odznaczony dwukrotnie Złotym Krzyżem Zasługi (1946, 1951) oraz Krzyżem Oficerskim Orderu Odrodzenia Polski (1954).